# Jardín Botánico de Southport
El Jardín Botánico de Southport ( en inglés: Southport Botanic Gardens) es un jardín botánico situado en la población suburbana de Churchtown, Southport, en Merseyside, Inglaterra. A menudo denominado como "The Jewel in the Crown" (La joya de la corona) es conocido a nivel nacional por sus exhibiciones florales, que han sido mostradas en el programa de la cadena de televisión BBC  Gardener's World.

## Historia
Los jardines fueron fundados por un grupo local de hombres trabajadores, conocido como « Southport and Churchtown Botanic Gardens Company ». La compañía adquirió tierras de la "Hesketh Estate" (finca Hesketh) (la cual perteneció a Meols Hall) para establecer los jardines. La compañía invirtió £18,000 para construir el museo, un invernadero, salones de té y para ajardinar el recinto. 
El lago del jardín botánico fue creado de parte de una corriente de agua (conocida como piscina de la nutria) que fluye desde Blowick a través de Meols Hall hacia fuera al "estuario de Ribble". Se dice que los monjes que vivieron cerca pescaron anguilas en la corriente.
El jardín fue abierto oficialmente en 1875 por el Rev. Charles Hesketh, de quien fue adquirida la tierra ocupada por los jardines. La ceremonia incluyó la colocación de una primera piedra para el museo, que se abrió en 1876.
Los jardines cerraron en 1932, pues se habían elaborado planes para una urbanización, pero fueron salvados de la venta por la "Southport Corporation." Abrieron de nuevo el 28 de agosto de 1937 como "The Botanic Gardens and King George Playing Fields". Actualmente, el nombre del parque se ha cambiado de nuevo a jardín botánico.

## Invernadero
Los jardines se enorgullecieron de poseer un gran invernadero con un cantero de helechos, que probó ser muy popular entre los visitantes, pues ofreció muchas plantas tropicales de alrededor del mundo. 
Aunque el magnífico invernadero fuera demolido, el cantero de helechos todavía permanece. El sitio del invernadero se puede todavía ver delante del cantero de helechos actualmente, pues el esquema de los restos se presenta como jardín floral. 

## Museo del Jardín Botánico

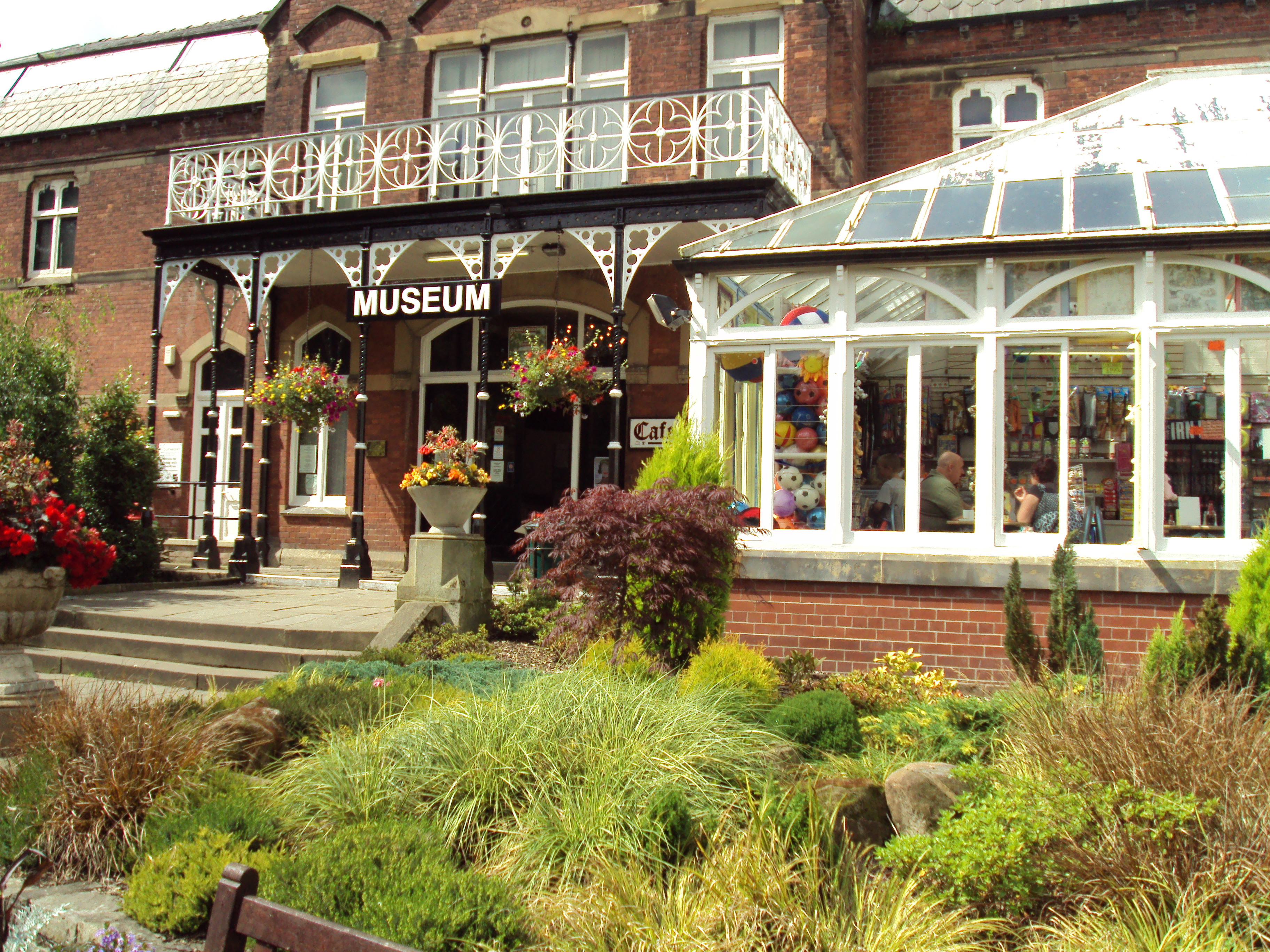
Museo del jardín botánico.

El museo del jardín botánico fue abierto en 1876. Fue diseñado por los arquitectos locales "Mellor & Sutton of London Street" y construido por la firma "George Duxfield of Duxfield Brothers", de Southport. 
El famoso hombre de escena Phineas T. Barnum era consejero en la construcción del museo, y su sombrero de copa está en la exhibición en el museo. 

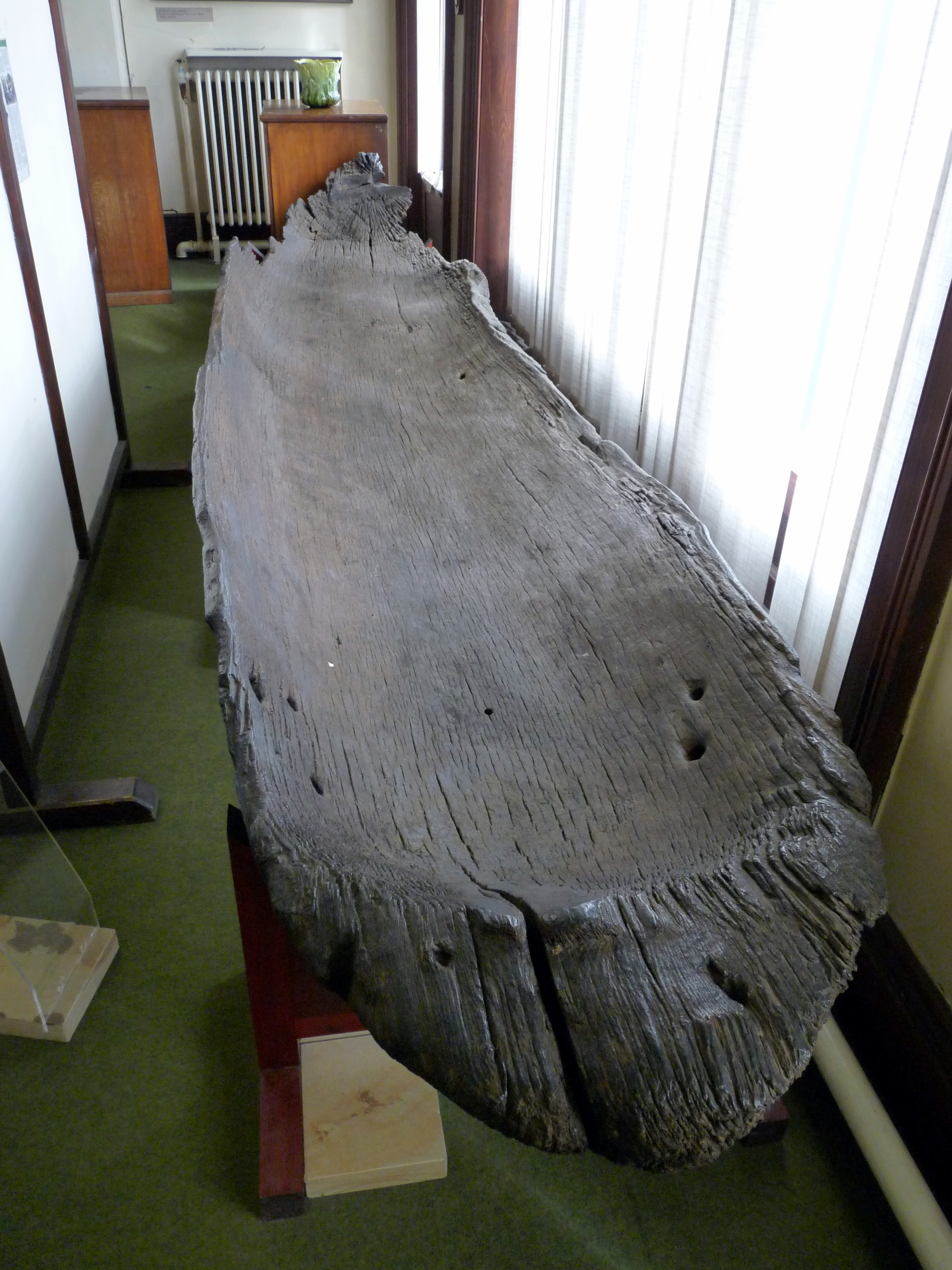
La canoa encontrada en Martin Mere

El funcionamiento del museo está financiado por donaciones del público y del concejo de Sefton. Sigue siendo el único museo en Southport, y el único museo de la historia local en la ciudad metropolitana de Sefton. Es probablemente el único museo de su clase que no cargue una tarifa de admisión.

### Colección nueva
Cuando el jardín fue cerrado en 1932, todas las colecciones fueron vendidas. El museo fue abierto de nuevo más adelante por John Scoles, que comenzó con dificultad una nueva colección que ahora se incluye entre las actuales colecciones.
El museo ahora contiene una serie de colecciones muchas de las cuales  han sido donadas por los residentes locales y sus objetos expuestos  se ocupan tanto de historia natural y como de la local, incluyendo la colección de muñecas de Cecily Bate Collection, de una habitación  Victoriana y de muchos artefactos locales referentes a la herencia de Southport. 
Un artículo especial, y probablemente el más viejo artículo del museo, es la antigua canoa que fue encontrada en Martin Mere.

### Amigos del Museo del Jardín Botánico
Durante los años 80 se creó la organización « Friends of the Botanic Gardens Museum  » (amigos del museo del jardín botánico). Pararon el cierre propuesto del museo y continúan trabajando para asegurarse de que el museo sigue estando abierto y de que sus colecciones continúan creciendo. Los amigos tienen su propia tienda dentro del edificio del museo. 